# Torneio Pré-Olímpico de Voleibol Feminino de 2020 - Europa
O Torneio Pré-Olímpico de Voleibol Feminino de 2020 da Europa é a competição qualificatória continental de seleções para a disputa dos Jogos Olímpicos de Verão de 2020, realizado entre 7 a 12 de janeiro em  Apeldoorn,Países Baixos, com a participação de oito países, ao final uma seleção classificará-se para a referida olimpíada.

## Formato de disputa
Para a classificação dentro do grupo na primeira fase, o placar de 3-0 ou 3-1 garantiu três pontos para a equipe vencedora e nenhum para a equipe derrotada; já o placar de 3-2 garantiu dois pontos para a equipe vencedora e um para a perdedora.
Na primeira fase os oito times foram distribuídos proporcionalmente em dois grupos, A e B, se enfrentam e avançam os quatro melhores desta etapa para as Semifinais onde o 1° colocado enfrenta o 4° e o 2° enfrenta o 3°. Os vencedores fazem a final e duelam pela qualificação olímpica.

## Local dos jogos
| Todas as partidas   |
| ------------------- |
| Apeldoorn           |
| Omnisport Apeldoorn |
|                     |
| Capacidade: 2 000   |

## Seleções participantes
As seguintes seleções foram qualificadas para a disputa do Pré-Olímpico Europeu 2020
| Equipe        | Qualificação       | Posição |
| ------------- | ------------------ | ------- |
| Países Baixos | Ranking CEV (2019) | 3º      |
| Turquia       | Ranking CEV (2019) | 4º      |
| Alemanha      | Ranking CEV (2019) | 6º      |
| Bulgária      | Ranking CEV (2019) | 7º      |
| Polônia       | Ranking CEV (2019) | 8º      |
| Bélgica       | Ranking CEV (2019) | 9º      |
| Croácia       | Ranking CEV (2019) | 10º     |
| Azerbaijão    | Ranking CEV (2019) | 11º     |

## Primeira fase
- Local: Omnisport Apeldoorn, Apeldoorn

### Grupo A
|     |               |     | Jogos | Jogos | Jogos | Resultados | Resultados | Resultados | Resultados | Resultados | Resultados | Sets | Sets | Sets  | Pontos | Pontos | Pontos |
| Pos | Equipe        | Pts | T     | V     | D     | 3–0        | 3–1        | 3–2        | 2–3        | 1–3        | 0–3        | V    | P    | R     | V      | P      | R      |
| --- | ------------- | --- | ----- | ----- | ----- | ---------- | ---------- | ---------- | ---------- | ---------- | ---------- | ---- | ---- | ----- | ------ | ------ | ------ |
| 1   | Polônia       | 9   | 3     | 3     | 0     | 1          | 2          | 0          | 0          | 0          | 0          | 9    | 2    | 4.500 | 271    | 238    | 1.139  |
| 2   | Países Baixos | 6   | 3     | 2     | 1     | 2          | 0          | 0          | 0          | 1          | 0          | 7    | 3    | 2.333 | 242    | 223    | 1.085  |
| 3   | Bulgária      | 3   | 3     | 1     | 2     | 0          | 1          | 0          | 0          | 1          | 1          | 4    | 7    | 0.571 | 244    | 263    | 0.928  |
| 4   | Azerbaijão    | 0   | 3     | 0     | 3     | 0          | 0          | 0          | 0          | 1          | 2          | 1    | 9    | 0.111 | 213    | 246    | 0.866  |

| Data   | Hora  |               | Placar |                  | Set 1 | Set 2 | Set 3 | Set 4 | Set 5 | Total | Relatório |
| ------ | ----- | ------------- | ------ | ---------------- | ----- | ----- | ----- | ----- | ----- | ----- | --------- |
| 7 Jan  | 16:00 | 'Polônia '    | 3–1    | Bulgária         | 23–25 | 25–20 | 25–19 | 25–22 |       | 98–86 | 98–86     |
| 7 Jan  | 19:30 | Azerbaijão    | 0–3    | ' Países Baixos' | 23–25 | 18–25 | 22–25 |       |       | 63–75 | 63–75     |
| 8 Jan  | 19:30 | Bulgária      | 0–3    | ' Países Baixos' | 19–25 | 19–25 | 24–26 |       |       | 62–76 | 62–76     |
| 8 Jan  | 16:00 | 'Bulgária '   | 3–1    | Azerbaijão       | 25–23 | 25–19 | 21–25 | 25–22 |       | 96–89 | 96–89     |
| 9 Jan  | 19:30 | Países Baixos | 1–3    | ' Polônia'       | 20–25 | 23–25 | 25–23 | 23–25 |       | 91–98 | 91–98     |
| 10 Jan | 20:00 | 'Polônia '    | 3–0    | Azerbaijão       | 25–19 | 25–19 | 25–23 |       |       | 75–61 | 75–61     |

### Grupo B
|     |          |     | Jogos | Jogos | Jogos | Resultados | Resultados | Resultados | Resultados | Resultados | Resultados | Sets | Sets | Sets  | Pontos | Pontos | Pontos |
| Pos | Equipe   | Pts | T     | V     | D     | 3–0        | 3–1        | 3–2        | 2–3        | 1–3        | 0–3        | V    | P    | R     | V      | P      | R      |
| --- | -------- | --- | ----- | ----- | ----- | ---------- | ---------- | ---------- | ---------- | ---------- | ---------- | ---- | ---- | ----- | ------ | ------ | ------ |
| 1   | Alemanha | 9   | 3     | 3     | 0     | 1          | 2          | 0          | 0          | 0          | 0          | 9    | 2    | 4.500 | 279    | 240    | 1.163  |
| 2   | Turquia  | 5   | 3     | 2     | 1     | 0          | 1          | 1          | 0          | 1          | 0          | 7    | 6    | 1.167 | 290    | 272    | 1.066  |
| 3   | Bélgica  | 4   | 3     | 1     | 2     | 0          | 1          | 0          | 1          | 1          | 0          | 6    | 7    | 0.857 | 296    | 304    | 0.974  |
| 4   | Croácia  | 0   | 3     | 0     | 3     | 0          | 0          | 0          | 0          | 2          | 1          | 2    | 9    | 0.222 | 225    | 274    | 0.821  |

| Data   | Hora  |             | Placar |             | Set 1 | Set 2 | Set 3 | Set 4 | Set 5 | Total   | Relatório |
| ------ | ----- | ----------- | ------ | ----------- | ----- | ----- | ----- | ----- | ----- | ------- | --------- |
| 7 Jan  | 13:00 | 'Alemanha ' | 3–1    | Turquia     | 25–15 | 21–25 | 25–21 | 25–21 |       | 96–82   | 96–82     |
| 7 Jan  | 13:00 | Croácia     | 1–3    | ' Turquia'  | 28–26 | 12–25 | 20–25 | 21–25 |       | 81–101  | 81–101    |
| 8 Jan  | 16:00 | Bélgica     | 1–3    | ' Alemanha' | 31–33 | 24–26 | 26–24 | 22–25 |       | 103–108 | 103–108   |
| 8 Jan  | 13:00 | 'Bélgica '  | 3–1    | Croácia     | 20–25 | 28–26 | 25–16 | 25–22 |       | 98–89   | 98–89     |
| 10 Jan | 13:00 | 'Alemanha ' | 3–0    | Croácia     | 25–15 | 25–17 | 25–23 |       |       | 75–55   | 75-55     |
| 10 Jan | 16:30 | 'Turquia '  | 3–2    | Bélgica     | 25–20 | 25–15 | 20–25 | 22–25 | 15–10 | 107–95  | 107-95    |

## Fase Final

### Semifinais
| Data   | Hora  |             | Placar |               | Set 1 | Set 2 | Set 3 | Set 4 | Set 5 | Total   | Relatório |
| ------ | ----- | ----------- | ------ | ------------- | ----- | ----- | ----- | ----- | ----- | ------- | --------- |
| 11 jan | 17:00 | 'Alemanha ' | 3–0    | Países Baixos | 27–25 | 25–23 | 25–22 |       |       | 77–70   | 77–70     |
| 11 jan | 20:10 | Polônia     | 2–3    | ' Turquia'    | 25–19 | 18–25 | 25–23 | 31–33 | 11–15 | 110–115 | 110–115   |

### Final
| Data   | Hora  |          | Placar |            | Set 1 | Set 2 | Set 3 | Set 4 | Set 5 | Total | Relatório |
| ------ | ----- | -------- | ------ | ---------- | ----- | ----- | ----- | ----- | ----- | ----- | --------- |
| 12 jan | 17:30 | Alemanha | 0–3    | ' Turquia' | 17–25 | 19–25 | 22–25 |       |       | 58–75 | 58–75     |

## Classificação final
| Posição | Equipe        |
| ------- | ------------- |
| 1       | Turquia       |
| 2       | Alemanha      |
| 3       | Polônia       |
| 4       | Países Baixos |
| 5       | Bélgica       |
| 6       | Bulgária      |
| 7       | Croácia       |
| 8       | Azerbaijão    |

|  | Qualificado para a Olimpíada Tóquio 2020 |

## Prêmios individuais
| MVP (Most Valuable Player) | Meryem Boz        |
| Oposta                     | Louisa Lippmann   |
| 1ª Ponteira                | Hanna Orthmann    |
| 2ª Ponteira                | Magdalena Stysiak |
| 1ª Central                 | Eda Erdem         |
| 2ª Central                 | Robin de Kruijf   |
| Líbero                     | Simge Aköz        |
| Levantadora                | Joanna Wołosz     |